# Lightning (chanson)
Pour les articles homonymes, voir Lightning.
Singles de The Wanted
Glad You Came
(2010) Warzone
(2011)
Lightning (littéralement en français Éclair) est une chanson du groupe britannico-irlandais The Wanted. La chanson est le troisième single extrait du deuxième album Battleground (2011). La chanson est certifiée disque d'argent au Royaume-Uni.

## Classement et certification

### Classement hebdomadaire
| Classement (2011)               | Meilleure position |
| ------------------------------- | ------------------ |
| Australie (ARIA)                | 51                 |
| Belgique (Flandre Ultratip 100) | 24                 |
| Belgique (Wallonie Ultratip 50) | 19                 |
| Canada (Hot 100)                | 84                 |
| Irlande (IRMA)                  | 5                  |
| Nouvelle-Zélande (RMNZ)         | 23                 |
| Écosse (OCC)                    | 2                  |
| Royaume-Uni (UK Singles Chart)  | 2                  |

### Certification
| Pays        | Organisme | Certification |
| ----------- | --------- | ------------- |
| Royaume-Uni | BPI       | Argent        |